# Hamza Jelassi
Hamza Jelassi (Túnez, 29 de septiembre de 1991) es un futbolista tunecino que juega en la demarcación de centrocampista para el Espérance de Tunis de la Championnat de Ligue Profesionelle 1.

## Selección nacional
Hizo su debut con la selección de fútbol de Túnez el 21 de septiembre de 2019 en un encuentro de clasificación para el Campeonato Africano de Naciones de 2020 contra Libia que finalizó con un resultado de 1-0 a favor del combinado tunecino tras el gol de Anice Badri.

## Clubes
| Club               | País  | Año       | Partidos | Goles |
| ------------------ | ----- | --------- | -------- | ----- |
| Jendouba Sport     | Túnez | 2011-2012 |          |       |
| Olympique Béja     | Túnez | 2012-2014 | 45       | 2     |
| Stade Gabèsien     | Túnez | 2014-2016 | 47       | 3     |
| CA Bizertin        | Túnez | 2016-2018 | 43       | 8     |
| CS Sfaxien         | Túnez | 2018-2021 | 53       | 1     |
| US Monastir        | Túnez | 2021-2022 | 22       | 1     |
| Al-Ahly Benghazi   | Libia | 2022-2023 |          |       |
| Étoile du Sahel    | Túnez | 2023-2024 | 42       | 8     |
| Espérance de Tunis | Túnez | 2024-     | 33       | 3     |